# 科爾斯特沃思村畔伍爾斯索普
科爾斯沃斯村畔伍爾索普（英語：Woolsthorpe-by-Colsterworth）是位于英国英格兰东密德兰林肯郡南凯斯蒂文的村庄，英国著名物理学家、数学家艾萨克·牛顿生于伍尔索普庄园。该村位于伦敦以北150公里。